# Omloop van het Waasland 1972
 De 8e editie van de Belgische wielerwedstrijd Omloop van het Waasland vond plaats op 19 maart 1972. De start en finish vonden plaats in Kemzeke. De winnaar was Luc Van Goidsenhoven, gevolgd door Daniel Verplancke.

## Uitslag
| Omloop van het Waasland 1972 |                      |                                  |         |
| Plaats                       | Naam                 | Ploeg                            | Tijd    |
| Winnaar                      | Luc Van Goidsenhoven | Watney-Avia                      | 4u37'0" |
| 2                            | Daniel Verplancke    | Beaulieu-Flandria                | z.t.    |
| 3                            | André Doyen          | Van Cauter-Magniflex-de Gribaldy | z.t.    |

1965 · 1966 · 1967 · 1968 · 1969 · 1970 · 1971 · 1972 · 1973 · 1974 · 1975 · 1976 · 1977 · 1978 · 1979 · 1980 · 1981 · 1982 · 1983 · 1984 · 1985 · 1986 · 1987 · 1988 · 1989 · 1990 · 1991 · 1992 · 1993 · 1994 · 1995 · 1996 · 1997 · 1998 · 1999 · 2000 · 2001 · 2002 · 2003 · 2004 · 2005 · 2006 · 2007 · 2008 · 2009 · 2010 · 2011 · 2012 · 2013 · 2014 · 2015 · 2016 · 2017 · 2018 · 2019 · 2020 · 2021 · 2022 · 2023 · 2024